# 居扬库尔索库尔
居扬库尔索库尔（法語：Guyencourt-Saulcourt）是法国皮卡第大区索姆省的一个市镇，属于佩罗讷区鲁瓦塞勒县。该市镇2009年时的人口为140人。

## 人口
居扬库尔索库尔人口变化图示
| 数据来源：INSEE |